# Bistum Belcastro
Koordinaten: 39° 1′ N, 16° 47′ O
Das Bistum Belcastro (lat. Belcastrum/Bellicastrum oder Geneocastrum/Genicocastrum, adj. Belcastrensis/Bellicastrensis oder Geneocastrensis/Genicocastrensis) war eine Diözese der römisch-katholischen Kirche mit Sitz in der Stadt Belcastro in der Provinz Catanzaro in der Region Kalabrien (Italien). Das Bistum existierte wahrscheinlich bereits schon im 9. Jahrhundert. Es war ein Suffraganbistum des Erzbistums Santa Severina. 1818 wurde das Bistum Belcastro aufgehoben und in das Erzbistum Santa Severina eingegliedert. Seit 1968 gibt es ein Titularbistum Bellicastrum.

## Lage
Das Bistumsgebiet war sehr klein und umfasste zwischen den Flüssen Crocchio und Tacina die Gemeinden Andali, Belcastro, Botricello und Cerva. Es grenzte im Westen an das Bistum Catanzaro, im Osten und im Norden an das Erzbistum Santa Severina und im Süden an das Ionische Meer. Bischofssitz war die Stadt Belcastro mit der dem Erzengel Michael geweihten Kathedrale. Die Kathedrale war auch die einzige Pfarrei von Belcastro. Im späten 18. Jahrhundert zählte das Bistum etwa 2000 Gläubige.

## Geschichte
Die Gründungszeit des Bistums Belcastro ist unbekannt, geht aber sicher in die byzantinische Geschichte Kalabriens zurück. Die Bischofsstadt erhielt erst im 14. Jahrhundert den heutigen Namen. In der Notitia Episcopatuum aus der Zeit des byzantinischen Kaisers Leo VI. (ca. 901/02) wird das Erzbistum Santa Severina mit seinen vier Suffraganbistümern genannt, darunter das Bistum Kallipoleos, das mit dem Bistum Belcastro identifiziert wird. Der Metropolitansitz Santa Severina gehörte damals zum Patriarchat von Konstantinopel. In zeitlich späteren Urkunden erscheint die Stadt auch unter dem Namen Genicocastro oder Geneocastro. 1183 bestätigte Papst Lucius III. dem Metropoliten Meleto von Santa Severina in einer Bulle seine Rechte. Darin wird das Bistum Belcastro unter dem Namen Geneocastrensis erwähnt. Nach der normannischen Eroberung Kalabriens (um/ab 1060) setzte sich nach und nach der lateinische Ritus in den Gottesdiensten durch. Aber noch im sechzehnten Jahrhundert sind Kirchen im Bistum Belcastro bezeugt, in denen der Gottesdienst nach griechischem Ritus gefeiert wurde.
Der erste namentlich bekannte Bischof ist Polychronius, der in der Vita des hl. Bartholomäus von Simeri, Abt von Santa Maria del Patire in Rossano erwähnt wird. 1112 gründete er das Domkapitel, und 1121 nahm er an der Weihe der Kathedrale von Catanzaro teil. Im folgenden Januar 1122 war er Teilnehmer an der Synode von Crotone in Anwesenheit von Papst Calixtus II. Das Domkapitel von Belcastro bestand aus zwölf Kanonikern, sechs Dignitäten (Dekan, Archidiakon, Kantor, Schatzmeister, Pönitenziar, Erzpriester) und sechs weitere Kanoniker.
Mit der Neuordnung der Bistümer des Königreichs beider Sizilien am 27. Juni 1818 durch die Bulle De utiliori von Papst Pius VII. wurde das Bistum Belcastro aufgehoben und in das Erzbistum Santa Severina eingegliedert. In der Tradition des aufgehobenen Bistums gibt es seit 1968 ein Titularbistum Bellicastrum.

## Bischöfe
Die Zusammenstellung wurde zunächst der Website www.catholic-hierarchy.org entnommen, die laut Quellenangabe im Wesentlichen auf Konrad Eubels Hirarchia medii aevi beruht. Die Abfolge wurde dann auch mit den älteren Abfolgen in Ughelli, Cappelletti, Pius Bonifatius Gams und Eubel abgeglichen, da diese Abfolgen oft zusätzliche Informationen enthalten, die Catholic Hierarchy nicht übernommen hat. Außerdem wurden unterschiedliche Schreibweisen aufgenommen, da Catholic Hierarchy viele Bischofsnamen in moderne italienische Namensformen gebracht hat. Dies ist sicher für die Bischöfe bis zum 13./14. Jahrhundert falsch, da diese fast ausschließlich in lateinischen Texten erscheinen. Außerdem wurden in der Tabelle unterschiedliche Amtsdaten von Gams, Eubel und Ughelli ausgewiesen. Die älteste Abfolge der Bischöfe in Coronelli wurde nicht berücksichtigt, da dessen Daten zur Wahl/Ernennung eines Bischofs zwar im Jahr und meist auch im Monat übereinstimmen, jedoch häufig in den Tagen abweicht. Die Gründe für die häufig vorkommende Differenz in den Tagen ließ sich bisher nicht erklären. Die Arbeit von Coronelli ist zudem in den jüngeren Arbeiten nicht erwähnt. Bei den Amtsdaten der Bischöfe sind im Grunde drei Daten zu berücksichtigen, das Datum der Wahl durch das Domkapitel, die Bestätigung durch den Papst und die Einführung in das Amt durch die Bischofsweihe. Meist wird das Datum der Bestätigung durch den Papst als Beginn der Amtszeit genannt. Eine quellenmäßig gut dokumentierte Abfolge der Bischöfe von Belcastro ist auf der Webseite von Raffaele Piccolo zu finden, der anscheinend z. T. auch ursprüngliche Schreibweisen berücksichtigt. Sie wurde bei abweichender Schreibweise ebenfalls aufgenommen. Eine weitere Bischofsabfolge ohne Quellendokumentation findet sich in Taccone-Gallucci. Sie wurde nicht weiter berücksichtigt.
| Bischof/Verwalter | Amtszeit/Nachweis                                | Sonstige Ämter und Bemerkungen |
| --- | ------------------------------------------------ | --- |
| Policronio | vor 1105 bis 1122                                | war 1122 bei der Weihe der Kathedrale von Catanzaro anwesend, 1122 nahm er an der Synode der kalabrischen Bischöfe in Crotone teil                                                 |
| Bernardo/Bernardus | Juli 1205 bis 30. Januar 1222                    | |
| Anonymus | 30. Januar 1233                                  | |
| Marcus | 6. Juli 1235 bis Juni 1243                       | |
| Ioannes | 1265 bis nach 13. November 1283                  | war seit 1267 suspendiert |
| Gregorio/Gregorius | 1333 bis † 1348                                  | |
| Nicola da Offida/Nicolaus/Nicolaus de Offida | 15. Juni 1349 bis 10. Dezember 1358              | OFM, wurde 1358 zum Bischof von Argos ernannt, war vorher Bischof von Butrinto in Albanien († 1367)                                                                                |
| Venturino/Venturini/Venturinus/Venturus | 10. Dezember 1358 bis † ?                        | war vorher Bischof von Argos |
| Giovanni/ Joannes | 19. August 1370 bis † 1399                       | |
| Ricardo da Olibano/Riccardo d’Olibano/Richardus de Olibano/Richardus/Riccardus d’Olibano | 13. März 1400 bis 6. November 1402               | wurde 1402 zum Erzbischof von Acerenza ernannt |
| Luca/Luca de Roccacontrata/Lucas | 7. Februar 1403 bis † Ende 1412/Anfang 1413      | OFM, war vorher Bischof von Policastro |
| Roberto/Roberto de Basilio/Robertus/Roberto | 13. Februar 1413 bis † ?                         | war bis 1413 Bischof von Squillace |
| Opizo-Giovanni de Visconti/Giovanni Opizzoni/Giovanni Opizzo/Joannes Opizo/Opizo Joannis de Fucechio                                                                                               | 25. April 1418 (1422) bis † 1474                 | |
| Raimondo de Pomo/RaymundusRaimundus | September 1474 bis 1512                          | OP, resignierte (oder ist verstorben) |
| ?Innico de Avolos/Hinico d’Avolos/Innicus de Avolos | 1. Oktober 1512 (gewählt) bis ?                  | Hispanus/Spanier, nicht aufgenommen von Eubel |
| ?Raimondo de Poerii/Raimondo Poerio/Raimundus Poeris/Raimundus | ? bis 9. August 1518                             | resignierte war vorher Dekan des Domkapitels, nicht aufgenommen von Eubel (identisch mit dem obigen Raimundus?)                                                                    |
| Leonardo Levato/Leonardo de Lucato/Leonardus de Leucato/Leonardus Levatus (de Leucato) | 23. August 1518 bis † 1533                       | Bischof Leonardus wurde das Bistum Belcastro und seine Einkünfte aufgrund von Misswirtschaft für einige Jahre entzogen, er war vorher Dekan des Domkapitels                        |
| Girolamo Fornari/Gerolamo Fornari/Hieronymus Fornari(i)/Hieronymus de Fornariis | 4. August 1533 (8. August 1533) bis † 1542       | OP, Piccolo führt diesen Bischof in seiner Abfolge nicht auf, stattdessen hat er eine Sedisvakanz von 1533 bis 1542                                                                |
| Giacomo (de) Giacomelli/Jacopo de Giacomelli/Jacobus Jacomelli/Jacobus de Jacomellis | 5. Mai 1542 bis 14. Dezember 1552                | resignierte, er war vorher Kanoniker an Sant’Apollinare in Rom |
| Cesare (de) Giacomelli/Caesar Jacomellus/Cesare Giacomelli/Caesar Jacomelli/Caesar de Jacomellis                                                                                                   | 23. Januar 1553 bis † 1577                       | Neffe des Vorgängers, war am 3. Dezember 1563 auf dem Konzil in Trient anwesend |
| Giovanni Antonio de Paola/Giovan Antonio de Paola/Gian Antonio de Paula/Joannes Antonius de Paula                                                                                                  | 10. Mai 1577 bis † 1591                          | |
| Orazio Schipano/Orazio Salsipani/Horatius Salsipani (Schipanus)/Horatius Schipanus | 13. November 1591 (11. November 1591) bis † 1596 | |
| Alessandro Papatodoro/Alessandro Papatodaro/Alessandro Papateodoro/Alexander Jodoci/Alexander Papatodorus (Jodoci)                                                                                 | 29. Juli 1596/12. August 1596 bis ?              | |
| Giovanni Francesco Zagordo (Burgaro)/Giovan Franceso Burgardo/Gian Francesco Burgardo/Joannes Franciscus Burgaro (Zagordus)/Ioannes Franciscus Zagordus (al. Burgaro)/Joannes Franciscus Burgardus | 23. Februar 1598 bis † 1599                      | war vorher Bischof von Cittaducale |
| Antonio Lauro/Antonius Laureus/Antonius Laurus | 13. September 1599 bis † 1609                    | |
| Pietro de Matta/Pedro de Mata y Haro/Pietro Matteo de Matta e Haro/Petrus de Matta et Haro | 3. August 1609 bis 28. Februar 1611              | CR, wurde 1611 zum Bischof von Capaccio (Dioecesis Caputaquensis) ernannt |
| Gregorio de Santi/Giorgio de Sanctis/Gregorio de Sanctis/Georgius Sanctis/Gregorius Sancti | 24. Oktober 1611 bis † 1612                      | CR, wurde 1611 zum Bischof von Capaccio (Dioecesis Caputaquensis) ernannt, war vorher (1606 bis 1611) Titularbischof von Salamis und Suffragan des Kardinalbischofs von Palestrina |
| Fulvio Tesorieri/Fulvio Tesoriere/Fulvio Thesauro/Fulvius Tesorieri/Fulvius Thesaurius (Tesorieri al. Tesauri)/Fulvius Thesaurarius                                                                | 3. Dezember 1612 bis † 1616                      | |
| Gerolamo Ricciullo/Girolamo Ricciulli/Geronimo Ricciulli/Hieronymus Ricciullus/Hieronymus Ricciulli                                                                                                | 5. Dezember 1616 bis † 7. August 1626            | |
| Antonio Ricciullo/Antonio Ricciulli/Antonius Ricciullus/Antonius Ricciulli | 26. November 1626 bis 1629                       | resignierte das Bischofsamt, wurde 1632 Bischof von Umbriatico, 1639 Bischof von Caserta und 1641 Erzbischof von Cosenza                                                           |
| Filippo Crino/Filippo Crino (Curio, Zurio)/Filippo Curio Crinò/Philippus Crino (Zurio)/Philippus Curius                                                                                            | 19. November 1629 bis † 1633                     | |
| Bartolomeo Gizzio/Bartolomeo Gizio (Gessi, Giglio)/Bartholomaeus Gypsi (Gessi)/Bartholomaeus Gyptius (Gessi)/Bartholomaeus Gyptius                                                                 | 10. Januar 1633 bis 2. Mai 1639                  | wurde 1639 zum Bischof von Vulturara ernannt |
| Franceso de Napoli/Francesco Arcudio/Francesco Clerico/Franciscus Clerico | 8. August 1639 bis 19. Dezember 1639             | CR, de Napoli, wurde 1639 zum Bischof von Nusco ernannt |
| Carlo Sgombrino/Carlo Scombrino/Carolus Sgombrini | 11. Dezember 1652 bis 8. Februar 1672            | wurde 1672 zum Bischof von Catanzaro ernannt |
| Carlo/Carlo Galgano/Carlo Gargano/Carolus de Galgano | 22. Februar 1672 bis 13. Februar 1683            | resignierte das Bischofsamt |
| Benedetto Bartolo/Benedetto Bartoli/Benedictus Bartoli/Benedictus Bartolus | 18. September 1684 bis † November 1685           | war vorher Bischof von Lacedonia |
| Giovanni Alfonso Petrucci/Giovan Alfonso Petrucci/Gian Alfonso Petrucci/Joannes Alphonsus Petruccius/Joannes Alfonsus Petrucci                                                                     | 15. Juli 1686 bis † 15. November 1687            | |
| Giovanni Emblaviti/Joannes Emblaviti | 31. März 1688 bis † April 1722                   | Bovensis (Bova) |
| Michelangelo Gentili/Michelangelo Gentile/Michael Angelo Gentili | 6. Juli 1722 bis † September 1729                | |
| Giovanni Battista Capuani/Giambattista Capuani/Joannes Baptista Capuani | 23. Dezember 1729 bis circa † Juli 1752          | |
| Giacomo Guacci/Giacobbe Guacci/Jacopo Guacci/Jacobus Guacci | 27. November 1752 bis † August 1754              | |
| Tommaso Fabiani/Thomas Fabiani | 17. März 1755 bis † 3. Dezember 1778             | |
| Sedisvakanz | 1778 bis 1785                                    | |
| Francesco Ganini | 1785 bis 1792                                    | fehlt in Cappelletti |
| Vincenzo Greco/Vincentinus Greco | 26. März 1792 bis † 17. Mai 1806                 | |
| Sedisvakanz | 1806 bis 1818                                    | |